# عاشقي 2
عاشقي 2 (بالإنجليزية: Aashiqui 2)‏، هُوّ فيلم هندي مِن النوع الرومانسي الدرامي، تمَّ إنتاجه عام 2013، من قِبل موكيش بهات وبوشان كومار وكريشان كومار تحت إدارة وقيادة شركتي «أفلام فيشيش» و«سلسلة-تي» ومن إخراج موهيت سوري وبطولة كُلِّ مِن أديتيا روي كابور وشرادها كابور (ابنة الممثل شاكتي كابور)، وساهم بالإنتاج وصنع الفيلم وتقديمه ماهيش بهات وجولشان كومار. تتمحور القصة حول مُغنيان شابان «راهول وأروّهي»، التي تجمع بينهما علاقة غرامية مضطربة بسبب نجاح أروّهي وفشل وإدمان راهول.
بدأ التحضير للفيلم منذُ عام 2011 حيثُ كان التصوير الرئيسي في كيب تاون وغوا ومومباي مع ميزانية تُقدر بـ 9 كرور أي مليون و400 ألف دولار أمريكي.
وقد أثار الفيلم بعض الضجة والقلق بين وسائل الإعلام الهندية، حول إمكانية نجاحه مثلما نجح الجزء الأول منه «عاشقي» الذي تم إنتاجه عام 1990، وهل يمكن له أن يرقى إلى مستواه.

## قصة الفيلم
يبدأ الفيلم بظهور جمهور كبير ينتظر راهول جيكار (أديتيا روي كابور) - (وهو مُغني البوب الناجح المعروف بلقب «آر جي» اختصاراً لإسمه الذي يبدأ مشواره الفني في التهاوي نتيجة إدمانه الخمر)- لإحياء حفل موسيقي في غوا، حيث انتظر الجمهور راهول لمدة ساعات بينما كان يحتسي الكحول في غرفة المكياج، في ذات اللحظة كان هُناك في مكان الحفل مُغني فاشل يُدعى أريان كان يُلاحق المنتج الموسيقي ديباك الذي نظم الحفلة مُحاوِلاً إقناعه بجعله نجماً مشهوراً ولكن المنتج ديباك كان مشغولاً بجعل راهول يخرج للجمهور فقام بإهانة أريان والسخرية منه، بعد ذلك ذهب المنتج ديباك إلى فيفيك - مُدير أعمال راهول وصديقه المُقرب - وطلب منه إقناع راهول بالخروج والغناء على المسرح لأنَّ الجمهور طال انتظاره فذهب فيفيك إلى راهول فوجده يتناول المُسكِّر بكل هدوء فطلب منه التوجه إلى المسرح لإحياء الحفل فقال له راهول بعدم مُبالاة: «لا تقلق، لقد دفعوا لي المال لأُغني وأنا هُنا من أجل ذلك، ولن أُغادر دون الغناء!»، توجه راهول بعد ذلك إلى المسرح فقام بغناء أُغنية واحدة ثُمّ بشكلٍ غير متوقع المغني أريان الذي كان يكره راهول ويغار منه قام بمُقاطعة غناء راهول ودعاه بالسكيّر وألقى عليه العُلب الفارغة حتى يُثير غضبه.

## المملثون
- أديتيا روي كابور بِدور راهول جيكار الملقب بـ آر جي.
- شرادها كابور بدور أروهي كيشاف شيركي.
- شاد راندهاوا بدور فيفيك.
- ماهيش بهات بدور والد راهول (صوت فقط).
- سليل أشاريا بدور المغني أريان.

## الأغاني والموسيقى التصويرية
ساهمت موسيقى الفيلم وأغانيه بنجاح الفيلم بشكلٍ كبير إضافة إلى تأثير تمثيل الممثلون وحبكة القصة الرومانسية وكان أكثر ما نجح في الفيلم موسيقاه التصويرية وأغانيه المنوعة إذ جذبت الجماهير بشكلٍ كبير داخل الهند وخارجها وأصبحت أكثر شهرةٌ من الفيلم نفسه.

### قائمة الأغاني
| رقم الأُغنية | اسم الأُغنية       | اسم الأُغنية بالعربية            | كاتب/ـة كلمات الأُغنية                | مُلحن/ـة الأُغنية                         | المُغني/ـة                                                                      | مدة الأُغنية | رابط المشاهدة                | مُلاحظات |
| ----------- | ----------------- | ------------------------------- | ------------------------------------ | --------------------------------------- | ------------------------------------------------------------------------------ | ----------- | ---------------------------- | --- |
| 1           | توم هي هو         | لأنكِ أنتِ                        | ميتهون شارما                         | ميتهون شارما                            | أريجيت سينغ                                                                    | 4:22 دقيقة  | يوتيوب                       | استُعمِلت موسيقى الأُغنية كجزء من الموسيقى التصويرية للفيلم وأحياناً كان يُضاف أجزاء من صوت المغني أرجيت سينغ                                                      |
| 2           | سون راها هي       | هل تسمعيني؟                     | سانديب ناث                           | أنكيت تيواري                            | أنكيت تيواري                                                                   | 6:30 دقيقة  | يوتيوب                       | هيّ أوَّل أغاني الفيلم حيثُ غناها راهول عندما صعد المسرح في بداية الفيلم قبل أن تتدمر الحفلة                                                                      |
| 3           | تشاهون مَي يا نا   | أردت ذلك أم لا                  | ارشاد كامل                           | جيت جانجولي                             | أرجيت سينغ وبالاك موتشهال                                                      | 5:04 دقيقة  | يوتيوب                       | |
| 4           | هم مار جاينقي     | سأموتُ                           | ارشاد كامل                           | جيت جانجولي                             | تولسي كومار وأرجيت سينغ                                                        | 5:06 دقيقة  | يوتيوب                       | |
| 5           | ميري عاشقي        | أنت معشوقي                      | ارشاد كامل                           | ميتهون شارما                            | أرجيت سينغ وبالاك موتشهال                                                      | 4:26 دقيقة  | وتيوب                        | |
| 6           | بيا أيْ نا         | حبيبي ليسَ موجوداً أو حبيبي مفقود | ارشاد كامل                           | جيت جانجولي                             | كي كي وتولسي كومار                                                             | 4:46 دقيقة  | يوتيوب                       | |
| 7           | بهولا دينا موجي   | عليكِ أن تنسيني                  | سانجاي معصوم                         | جيت جانجولي                             | مصطفى زاهد                                                                     | 4:00 دقيقة  | يوتيوب                       | ظهرت الأُغنية عندما ودع راهول أروهي قبل أن ينتحر وفيها يتمنى راهول لأروهي أن تنجح وتشتهر أكثر من دونه                                                          |
| 8           | آسان ناهي ياها    | ليس سهلاً                        | ارشاد كامل                           | جيت جانجولي                             | أرجيت سينغ                                                                     | 3:34 دقيقة  | يوتيوب                       | |
| 9           | سون راها هي       | هل تسمعني؟                      | سانديب ناث                           | أنكيت تيواري                            | شريا غوشال                                                                     | 5:14 دقيقة  | بصوت شريا غوشال على يوتيوب   | هُناك نسختان لأغنية سون راها هي إحداها نسخة رِجالية بصوت أنكيت تيواري والأُخرى نسخة نسائية بصوت شريا غوشال                                                       |
| 10          | ملني هي موجسي آيِي | مجهول                           | ارشاد كامل                           | جيت جانجولي                             | أرجيت سينغ                                                                     | 4:55 دقيقة  | يوتيوب                       | لم تكُن الأُغنية جزء من أحداث الفيلم إنما ظهرت بعد نهايته حيثُ كان راهول يُغنيها في إحدى حفلاته عندما كان ناجحاً                                                   |
| 11          | موضوع الحب        |                                 | عزف فقط                              | ميتهون شارما                            | عزف فقط                                                                        | 2:42 دقيقة  | بعزف ميتهون شارما على يوتيوب | هيّ مُجرد موسيقى من تلحين وعزف الملحن ميتهون شارما |
| 12          | آشيكي 2 ماشوب     |                                 | ميتهون شارما وارشاد كامل وسانديب ناث | ميتهون شارما وأنكيت تيواري وجيت جانجولي | أنكيت تيواري وأرجيت سينغ وبالاك موتشهال وبرامود راوات وشريا غوشال وتولسي كومار | 5:02 دقيقة  | يوتيوب                       | هيّ مُجرد مزيج لأغلب أغاني الفيلم حيثُ تمَّ مزج ألحان وكلمات وأصوات أغلب أغاني الفيلم بشكلٍ رائع مع إضافة صوت جديد هُوّ صوت المغني برامود راوات وتغيير قليلاً من اللحن |

## الجوائز
فاز الفيلم بالكثير من الجوائز وبالمثل ترشح للكثير أيضًا، فاز في حفل جوائز فيلم فير بعدة جوائز منها جائزة أفضل ملحن حيثُ فازوا بها ميتهون وأنكيت تيواري وجيت جانجولي وفاز المغني أريجيت سينغ بجائزة أفضل مغني ذكر عن أُغنية «توم هي هو»، وترشحت شرادها كابور لجائزة أفضل ممثلة فلم تفوز، كما وترشحت أيضًا المغنية شريا غوشال لجائزة أفضل مغنية عن أُغنية «سون راها هي».
بالنسبة لجوائز الشاشة فقد فاز الفيلم بثلاث جوائز، وهيّ جائزة أفضل مغني ذكر عن أُغنية «توم هي هو» حيثُ حاز عليها المغني أريجيت سينغ، والجائزة الثانية هيّ جائزة أفضل مغنية عن أُغنية «سون راها هي» حيثُ حازت عليها المغنية شريا غوشال، والجائزة الثالثة هيّ جائزة أفضل ثنائي حيثُ حاز عليها أديتيا روي كابور وشرادها كابور.
أما ترشيحات الفيلم في جوائز الشاشة فقد ترشحم يتهون وأنكيت تيواري وجيت جانجولي لجائزة أفضل ملحن فلم، وترشحت شرادها لجائزة أفضل ممثلة، وترشح أديتيا روي كابور لجائزة أفضل ممثل من اختيار الجمهور، وترشحت شرادها أيضًا لجائزة أفضل ممثلة من اختيار الجمهور.

## وصلات خارجية
- عاشقي 2 على موقع IMDb (الإنجليزية)
- عاشقي 2 على موقع روتن توميتوز (الإنجليزية)
- عاشقي 2 على موقع قاعدة بيانات الأفلام العربية
- عاشقي 2 على موقع أول موفي (الإنجليزية)
- عاشقي 2 على موقع فيلمافينيتي (الإسبانية)
- عاشقي 2 على موقع قاعدة بيانات الفيلم (الإنجليزية)
- عاشقي 2 على موقع ليتربوكسد (الإنجليزية)
- عاشقي 2 على موقع كينوبويسك (الروسية)
- عاشقي 2 في Bollywood Hungama.
- صفحة الفيلم وقصته على موقع أم بي سي بوليوود - MBC.net